# Contépec
Contépec es una localidad de México localizada en el municipio de Huejutla de Reyes en el estado de Hidalgo.

## Toponimia
En náhuatl Con-tepce; comitl, olla, tepec: “Lugar poblado”.

## Geografía
Se encuentra en la región geográfica de la Huasteca hidalguense. A la localidad le corresponden las coordenadas geográficas 21° 08’ 00.761” de latitud norte y 98° 29’ 33.68” de longitud oeste, con una altitud de 215 m s. n. m. Cuenta con un clima semicálido húmedo con lluvias todo el año.
En cuanto a fisiografía se encuentra en la provincia de la Sierra Madre Oriental, dentro de la subprovincia del Carso Huasteco; su terreno es de sierra. En lo que respecta a la hidrografía se encuentra posicionado en la región de Pánuco, dentro de la cuenca del río Moctezuma, en la subcuenca de río Tempoal.

## Demografía
En 2020 registró una población de 645 personas, lo que corresponde al 0.51 % de la población municipal. De los cuales 318 son hombres y 327 son mujeres.
| Gráfica de evolución demográfica de Contépec entre 1910 y 2020                                              |
| |
| Población de los censos y conteos del Instituto Nacional de Estadística y Geografía (INEGI) de 1910 a 2010. |